# Simon Jean François Ravenet
Simon Jean François Ravenet, o Simon François Ravenet el Joven (París, 18 de mayo de 1737 - Parma, 16 de abril de 1821), fue un grabador francés naturalizado italiano. En Parma se le conocía como Giovanni Ravenet.

## Biografía
Hijo de Simon François Ravenet, recibió su primera formación artística de su padre, primero en Londres y más tarde en París. Por recomendación de Caylus, en 1759 se trasladó a Parma, donde es nombrado profesor de la Academia de Bellas Artes. Fue nombrado grabador de la corte y profesor de Inglés de Felipe y Fernando de Borbón. Entre las primeras obras de cierta importancia, en Parma, está su participación en los grabados conmemorativos del matrimonio de Fernando de Borbón y María Amelia de Habsburgo-Lorena (1769), junto a Petitot, preparador de los dibujos, y otros grabadores, entre ellos Giovanni Volpato y Benigno Bossi.
Sucesivamente realizó, a partir de 1778, una serie de grabados basados en las obras de Correggio, trabajo que lleva a cabo lentamente hasta casi el final del siglo. Los reinos de Francia, España y Nápoles también le encargan copias de esas obras. El primero de la serie fue el grabado de la llamada Virgen de la Escudilla (Madonna della Scodella), que fue enviado a la corte francesa en enero de 1779. Hizo un grabado-estampa (stampa) por año, con la excepción de 1782, cuando completó también Le portrait de l'Infant para la corte de Francia.
Los acontecimientos políticos de la Revolución Francesa interrumpen la demanda de obras de Ravenet que, en el verano de 1797, solicita la autorización del gobierno francés para permanecer en Parma con el fin terminar los trabajos iniciados para Fernando de Borbón. No renuncia a la ciudadanía francesa.
En 1803, cuando el Ducado de Parma fue anexionado al imperio francés, Napoleón le encargó una nueva serie de grabados inspirados en los frescos de Correggio, de la Cámara de la Abadesa del Monasterio de San Pablo. Los trabajos enfrentaron al obispo Adeodato Turchi (1724-1803) y el prefecto Moreau de Saint-Méry, en el que Ravenet se posicionó a favor del equipo responsable de la ejecución de la obra.
Casó tres veces: en 1765, con Angélica Bunel (madre del también grabador Juan Ravenet); en 1777, con Maria Isabel Ortalli; y en 1798, con Antonia Caro Idrogo. Colaboró con la revista Giornale del Taro, 1812-1813, en artículos de astronomía y curiosidades varias.